# Iván Kamarás

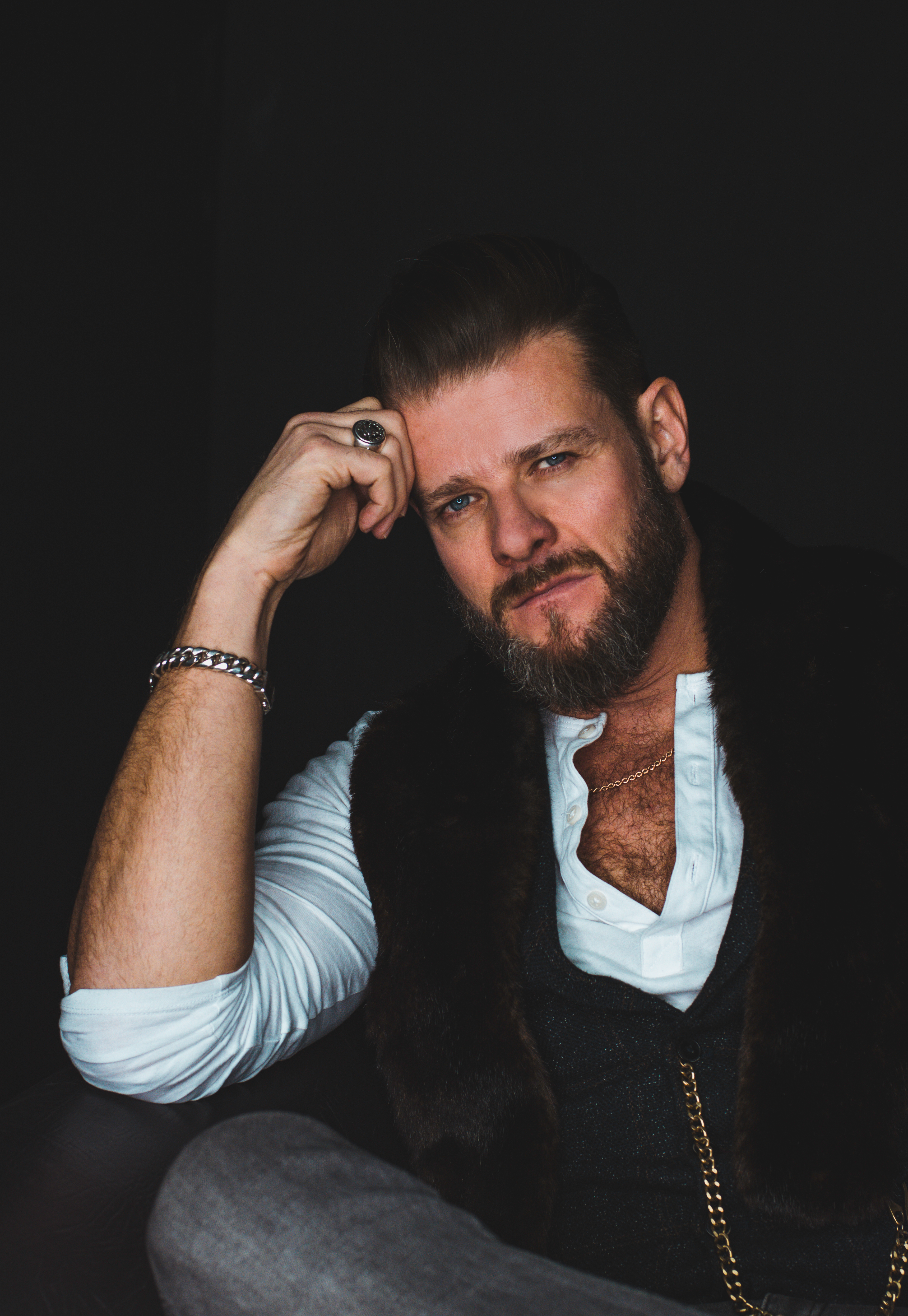
Iván Kamarás (2019)

Iván Kamarás (* 22. Dezember 1972 in Pécs, Komitat Baranya) ist ein ungarischer Schauspieler und Synchronsprecher.

## Leben
Kamarás wurde am 22. Dezember 1972 in Pécs als Sohn von Teodóra Uhrik und András Kamarás geboren. Er wuchs dort bei seiner Mutter und seinem Stiefvater Pál Lovas auf. Beide waren als Balletttänzer tätig, sodass er in seiner Kindheit viel Zeit in verschiedenen Theatern verbrachte. Er schloss 1995 sein Schauspielstudium an der Universität für Theater- und Filmkunst in Budapest ab. Nach seinem Abschluss schloss er sich im selben Jahr der Budapesti Kamaraszínház Company an, wo er bis zum Ende der Spielzeit 1997 blieb. Danach war er bis einschließlich 2009 über zehn Jahre bei der Vígszínház Company tätig.
Bereits während seines Studiums sammelte Kamarás erste schauspielerische Erfahrungen in Fernsehproduktionen und Kurzfilmen. 1996 übernahm er im Fernsehfilm W. Shakespeare: Othello die titelgebende Hauptrolle des Othello. Neben inländischen Produktionen war er vermehrt auch in internationalen Fernseh- und Filmproduktionen zu sehen. So erhielt er 2008 eine Nebenrolle in Hellboy – Die goldene Armee. 2011 verkörperte er in zwei Episoden der Fernsehserie Silent Witness die Rolle des Tibor Orban. Die Rolle des Dr. Goldschein mimte er 2013 im Katastrophenfilm 100° Below Zero – Kalt wie die Hölle an der Seite von Jeff Fahey und John Rhys-Davies. Im selben Jahr war er unter anderen in den Filmproduktionen Stirb langsam – Ein guter Tag zum Sterben und World War Z zu sehen. Dennoch vermehrten sich wieder Mitwirkungen in ungarischen Produktionen. Seit Ende der 2010er Jahre und Beginn der 2020er Jahre übernahm er eine Reihe von größeren Serienrollen in verschiedenen Fernsehserien.

## Filmografie (Auswahl)

### Schauspiel
- 1994: Karl der Große (Charlemagne, le prince à cheval) (Mini-Serie, 2 Episoden)
- 1996: A büvész (Kurzfilm)
- 1996: Nitrato d’argento
- 1996: Bolsche Vita (Bolse vita)
- 1996: W. Shakespeare: Othello (Fernsehfilm)
- 1996: Mohács (Fernsehfilm)
- 1996: Stationary (Kurzfilm)
- 1997: Der ganz normale Wahnsinn (A miniszter félrelép)
- 1998: A trezortól keletre (Fernsehfilm)
- 1999: Európa expressz
- 1999: A Morel fiú (Kurzfilm)
- 1999: Családi album (Fernsehserie)
- 2000: Fehér alsó (Kurzfilm)
- 2001: Csodálatos mandarin (Kurzfilm)
- 2001: Elsö generáció (Fernsehserie, 10 Episoden)
- 2001: Vademberek
- 2001: Mikor síel az oroszlán? (Fernsehfilm)
- 2002: Szerelem utolsó vérig
- 2002: Somlói galuska (Kurzfilm)
- 2003: Szent Iván napja
- 2003: Libiomfi
- 2005: Le a fejjel!
- 2005: Sóhajok
- 2006: Köszönet a szabadság höseinek (Fernsehfilm)
- 2006: Semleges hely (Kurzfilm)
- 2007: Szent István – Egy Ország Születése (Fernsehfilm)
- 2007: William Shakespeare: Sok hühó semmiért (Fernsehfilm)
- 2008: Hellboy – Die goldene Armee (Hellboy II: The Golden Army)
- 2008: Para
- 2009: Hús vétkek (Fernsehfilm)
- 2009: Találd ki magad! (Fernsehserie)
- 2009: MobilVers (Fernsehserie)
- 2009: Alíz és a hét farkas (Fernsehfilm)
- 2010: Igazából apa
- 2010: Sudden Death! (Kurzfilm)
- 2010: Üvegtigris 3.
- 2011: Silent Witness (Fernsehserie, 2 Episoden)
- 2011: Team Building
- 2011: A Love Affair of Sorts
- 2011: Feljegyzések az egérlyukból (Fernsehfilm)
- 2012: Aglaja
- 2012: Százbólegy (Fernsehserie, 2 Episoden)
- 2012: The Mark
- 2012: Rabbi vagy miazisten (Kurzfilm)
- 2012: Blood and High Heels (Kurzfilm)
- 2013: Stirb langsam – Ein guter Tag zum Sterben (A Good Day to Die Hard)
- 2013: The Mark: Redemption
- 2013: 100° Below Zero – Kalt wie die Hölle (100 Degrees Below Zero)
- 2013: The Developer (Kurzfilm)
- 2013: World War Z
- 2013: Outpost: Rise of the Spetsnaz
- 2013: Strike Back (Fernsehserie, 3 Episoden)
- 2013: Dracula (Fernsehserie, Episode 1x07)
- 2014: Fleming: Der Mann, der Bond wurde (Fleming: The Man Who Would Be Bond) (Fernsehserie, Episode 1x01)
- 2014: Megdönteni Hajnal Tímeát
- 2014: Houdini (Mini-Serie, Episode 1x01)
- 2014: Apám megmutatja (Kurzfilm)
- 2014: Gyöztes (Kurzfilm)
- 2014: Az Üzenet (Kurzfilm)
- 2015: Dumapárbaj
- 2015: Capitan Alatriste – Mit Dolch und Degen (Las aventuras del capitán Alatriste) (Fernsehserie, Episode 1x03)
- 2015: Spy – Susan Cooper Undercover (Spy)
- 2015: Kossuthkifli (Mini-Serie, Episode 1x05)
- 2016: A Játékkészítö
- 2016: Cop Mortem
- 2016: Tömény történelem (Fernsehserie, Episode 1x01)
- 2017: High & Outside: A Baseball Noir
- 2017: Black Violet
- 2017: Dead End (Kurzfilm)
- 2017–2018: Csak színház és más semmi (Fernsehserie, 3 Episoden)
- 2017–2018: Korhatáros szerelem (Fernsehserie, 15 Episoden)
- 2018: A Nagy Dobás (Kurzfilm)
- 2018: Aranyélet (Fernsehserie, Episode 3x04)
- 2018: Thália Szilveszter (Fernsehfilm)
- 2020: Tékasztorik 2
- 2020: A mi kis falunk (Fernsehserie, 2 Episoden)
- 2020: Apatigris (Fernsehserie, 6 Episoden)
- seit 2020: Mintaapák (Fernsehserie)

### Synchronisation
- 2008: Immigrants (L.A. Dolce Vita)
- 2017: Tömény történelem (Fernsehserie, Episode 2x05, Erzähler)
- 2018: Ruben Brandt, Collector (Zeichentrickfilm)